# Nixeninsel
Die Nixeninsel ist eine sehr kleine Insel im Rossendorfer Teich nahe Dresden.
Das Eiland liegt in der Mitte des Sees und hat einen kreisrunden Grundriss mit einem Durchmesser von 15 Metern und einer Fläche von 177 Quadratmetern.
Laut einer Legende soll ab 1690 eine kleine Kapelle auf der Insel gestanden haben, die der Heiligen Barbara geweiht war. Geistliche aus Stolpen und Pirna sollen hier regelmäßig Messen und Andachten abgehalten haben.
Im Jahr 1835 wurde eine kleine Hütte auf der Insel errichtet, die als Unterstand und Schutz für Entenjäger diente. Von dieser Hütte waren jedoch schon am Anfang des 20. Jahrhunderts nur noch wenige Reste zu finden.
Der Name Nixeninsel stammt aus der Sage Der Nixenhügel bei Rossendorf. In ihr wird berichtet, dass die ersten Christen der Gegend häufig Feste im nahen Eschdorf abhielten. Auf diesen Feiern erschien regelmäßig ein schönes junges Mädchen, das niemand kannte, und dessen Kleidersaum stets durchnässt war. Eines Abends gelang es einem jungen Mann, die Unbekannte zu überreden, sie nach Hause zu begleiten. Sie führte ihn zum Rossendorfer Teich und berührte mit einer Rute das Wasser, woraufhin das Wasser im Teich sich teilte und beide auf die Insel in dessen Mitte gelangten. Sie verbrachten die Nacht gemeinsam im Haus der Nixe, das sie mit ihrem Vater bewohnte. Als dieser am nächsten Tag nach Hause kam, versteckte die Nixe den jungen Mann in einem Backtrog. Der Vater nahm jedoch den Geruch der ihm verhassten Christen wahr. Die Nixe konnte ihn davon überzeugen, dass es im Haus lediglich nach Christen roch, weil sie selbst am Abend zuvor bei eben jenen in Eschdorf tanzen war. Nachdem der Vater eingeschlafen war, floh der junge Mann von der Insel. Das Mädchen wurde nie wieder gesehen. In einer anderen Überlieferung heißt die Sage Der Nixenhügel bei Eschdorf, der See wird als Eschdorfer Teich bezeichnet. Diese Benennungen rühren daher, dass die Gemarkung Rossendorf früher zu Eschdorf gehörte.